# Parafia św. Józefa Robotnika w Pstrągowej
Parafia św. Józefa Robotnika w Pstrągowej – parafia rzymskokatolicka znajdująca się w diecezji rzeszowskiej w dekanacie Czudec. Erygowana w 1488 roku. Mieści się w Pstrągowej pod numerem 47.